# Palais de justice d'Halifax
Le palais de justice d'Halifax (anglais : Halifax Court House) est un bâtiment historique de Halifax en Nouvelle-Écosse, situé 5250, Spring Garden Road.
Il a été construit entre 1858 et 1860 par l'architecte de Toronto William Thomas, et a été reconnu lieu historique national du Canada en 1969. De style néo-classique, il est situé au cœur du centre historique d'Halifax.